# Biserica Cărămidarii de jos
Biserica Cărămidarii de jos este situată în sudul Bucureștiului pe strada Piscului, nr. 3, sectorul 4, având hramurile „Sfântul Trifon”, „Sfântul Gheorghe” și „Sfântul Dimitrie”. A fost construită în anul 1711 în forma unei bisericuțe mici de lemn. Mai târziu a fost mutată în altă parte și reconstruită în anul 1856 pe locul ei vechi o nouă biserică mai mare, din cărămidă. Din cauza lipsei de bani, biserica a început să se deterioreze, iar turnurile au fost înlocuite cu unele din lemn. De abia în anul 1912 această biserică a fost renovată de către preotul Gheorghe Păunescu. În ziua de 22 mai 1922 însă, acoperișul bisericii a luat foc. Astfel s-a luat hotărârea de a se reconstrui biserica după modelul vechi inițial de către același preot. Între anii 1927-1930 s-a ridicat lângă biserică, în partea ei de nord, „Ateneul cultural” care se află și azi pe același loc. Între anii 2004-2005 s-a înființat un lumânărar nou a cărui arhitectură este în perfectă armonie cu biserica, întregind ansamblul “Biserica și Ateneul Cărămidarii de Jos”, interiorul beneficiind de ventilație adecvata,  pictura fiind executata de catre pictorul Crișan Samoilă.

## Legături externe
- Parohia Caramidarii de Jos
- Biserica Sfantul Trifon - Caramidarii de Jos, 1 februarie 2013, CrestinOrtodox.ro
- Bucurie la Centrul de îngrijire și asistență socială „Radu Vodă“ din București[nefuncțională]
, 27 octombrie 2007, Ziarul Lumina

1. ↑  Monuments database, 6 noiembrie 2017